# 倫維爾鎮區 (北達科他州博蒂諾縣)
倫維爾鎮區（英語：Renville Township）是位於美國北達科他州博蒂諾縣的一個鎮區。

## 地方資料
倫維爾鎮區的面積為93.12平方千米，當中陸地面積為92.95平方千米，而水域面積為0.17平方千米。根據2010年美國人口普查的數據，當地共有人口32人，而人口密度為每平方千米0.34人。